# Göstlingbach
Der Göstlingbach ist ein linker Nebenfluss der Ybbs in Niederösterreich.
Der Göstlingbach entsteht aus zwei Quellbächen am Zusammenfluss des rechten Riegelaugraben und linken Klammgraben nordöstlich der Rotte Lassing und mündet in Göstling an der Ybbs in die Ybbs. Er bildet das Tal zum Mendlingpass. Er ist ein sechs Kilometer langer und sechs bis acht Meter breiter Bach, der teilweise naturnah verbaut ist und einen guten Bestand an Bachforellen, Regenbogenforellen, Äschen und vereinzelt Huchen aufweist.